# Садовников, Владимир Геннадьевич
Влади́мир Генна́диевич Садо́вников (25 января, 1928 год, село Шонгуты, Апастовский район, Татарская АССР — 26 февраля, 1990 год, город Воткинск, Удмуртская АССР) — советский конструктор ракет.
Дважды Герой Социалистического Труда, директор Воткинского машиностроительного завода, генеральный директор производственного объединения «Воткинский машиностроительный завод».

## Биография
Владимир Геннадиевич Садовников родился 25 января 1928 года в селе Шонгуты Апастовского района Татарской АССР.
Окончив Казанский авиационный институт в 1953 году, Владимир Садовников был направлен в Днепропетровск, где работал в период с 1953 по 1958 год на заводе «Южмаш» инженером, старшим инженером, ведущим конструктором по ракетным комплексам Академии наук СССР «Космос» и «Интеркосмос», руководителем конструкторской группы по ракетам типа «воздух — воздух».
В 1958 году Владимир Садовников переехал в Ижевск, где работал на Ижевском механическом заводе, где организовал и возглавил специальное конструкторское бюро и уже в 1960 году получил должность главного инженера завода.
Владимир Садовников в июне 1966 года был назначен директором Воткинского машиностроительного завода, а затем — генеральным директором производственного объединения «Воткинский машиностроительный завод».
С 1966 по 1988 год под управлением Владимира Садовникова Воткинский машиностроительный завод в разные годы производил ракеты 15Ж42 ракетного комплекса Темп-2С, 15Ж45 РК «Пионер» (и её модификации — 15Ж53 РК «Пионер-УТТХ» и 15Ж57 РК «Пионер-3»), Тополь и 9К714 Оперативно-тактического ракетного комплекса Ока, а также стиральные машины и детские коляски (которые были удостоены Знаком качества).
Наряду с производством ракет, завод выпускал металлообрабатывающие станки: в 1960-е годы — фрезерные станки 6Н13 и 6М13П повышенной точности, фрезерные станки с числовым программным управлением (ЧПУ) 9ФСП и 9ФСПМ; в 1970-е годы — более совершенные модели 6Р13 и ВМ127, универсально-фрезерные станки ВМ130Н, ВМ130В с отслеживающими измерительными устройствами, многоцелевые станки среднего габарита ВМ140, многооперационные станки ВМ150Ф4 с автоматической сменой инструмента; в 1980-е годы — станки ВМ140Ф3 с автоматическим переключением частоты вращения шпинделя, ВМ141Ф3-01 с ЧПУ «Луч-43», обрабатывающие центры (ОЦ) моделей ВМ500 ПМФ4 с магазином на 40 инструментов и ЧПУ «Луч-3».
Продукция станкостроительного производства неоднократно экспонировалась на ВДНХ СССР и была удостоена дипломов, а специалисты завода — медалей ВДНХ.
Под руководством Владимира Садовникова большой объём работы был проведён заводом и в социальной сфере — были построены новый жилой микрорайон Воткинска, набережная пруда, больничный комплекс, поликлиника, санаторий-профилакторий, комплексы зданий технического училища, машиностроительного техникума, магазины и т. д.
Воткинский завод под руководством Владимира Садовникова в 1966 и в 1981 годах награждался орденом Трудового Красного Знамени, в 1976 году — орденом Ленина, в 1967 году — юбилейным Красным Знаменем министерства и ЦК профсоюза, в 1970 году — Почётной грамотой ЦК КПСС, Президиума Верховного Совета СССР, Совета Министров СССР и ВЦСПС, в 1982 году — переходящим Красным Знаменем ЦК КПСС, Совета Министров СССР, ВЦСПС и ЦК ВЛКСМ и был занесен на Всесоюзную доску Почёта на ВДНХ СССР.
В 1988 году Владимир Садовников ушёл на пенсию. Жил в Воткинске.
26 февраля 1990 года Владимир Садовников покончил жизнь самоубийством. Похоронен в Воткинске на Южном кладбище.

## Награды и Звания
- Указом Президиума Верховного Совета СССР от 9 сентября 1976 года за выдающиеся заслуги в создании специальной техники Владимиру Геннадьевичу Садовникову присвоено звание Героя Социалистического Труда с вручением ордена Ленина и медали «Серп и Молот».
- Указом Президиума Верховного Совета СССР от 15 мая 1981 года за выдающиеся производственные достижения, досрочное выполнение заданий десятого пятилетнего плана по объёму производства и росту производительности труда, проявленную трудовую доблесть Владимир Геннадьевич Садовников награждён орденом Ленина и второй медалью «Серп и Молот».
- Награждён тремя орденами Ленина, орден Трудового Красного Знамени, медали.
- Государственная премия СССР
- Почётный гражданин Воткинска.[1]

## Политическая деятельность
Владимир Садовников был депутатом Верховного Совета Удмуртской Республики 7-11 созывов (с 1967 по 1985 годы) и делегатом 24-го и 27-го съездов КПСС.

## Память
- В честь Владимира Садовникова в Воткинске названы машиностроительный техникум и улица.
- Бюст Садовникова установлен на одноименной улице.